# Piedra Santatunnel
De Piedra Santatunnel (Spaans: Túnel de Piedra Santa) is een tunnel voor het wegverkeer op de Spaanse autosnelweg GC-1 in de gemeente Las Palmas, in het noordoosten van Gran Canaria. De Piedra Santatunnel bestaat uit één tunnelkoker van 3 rijstroken breed en is 630 m lang. De tunnel wordt alleen gebruikt door verkeer naar het zuiden. Verkeer naar het noorden rijdt dichter bij de zee, niet door een tunnel. De tunnel ligt ten zuiden van de Adolfo Cañastunnel, op de plaats waar de GC-3 aansluit op de GC-1.
Adolfo Cañastunnel · Balitotunnel · Candelariatunnel · El Galeóntunnel · El Lechugaltunnel · El Salvajetunnel · Ingeniero Julio Luengotunnel · La Vergatunnel · Los Frailestunnel · Mogántunnel · Montañetotunnel · Motor Grandetunnel · Pico Vientotunnel · Piedra Santatunnel · Pino Secotunnel · Puerto Ricotunnel · Sabinaltunnel · Salto del Negrotunnel · Santo Domingotunnel · Tauritotunnel · Taurotunnel · Tiritañatunnel